# Evangelische Kirche Ostheim (Malsfeld)

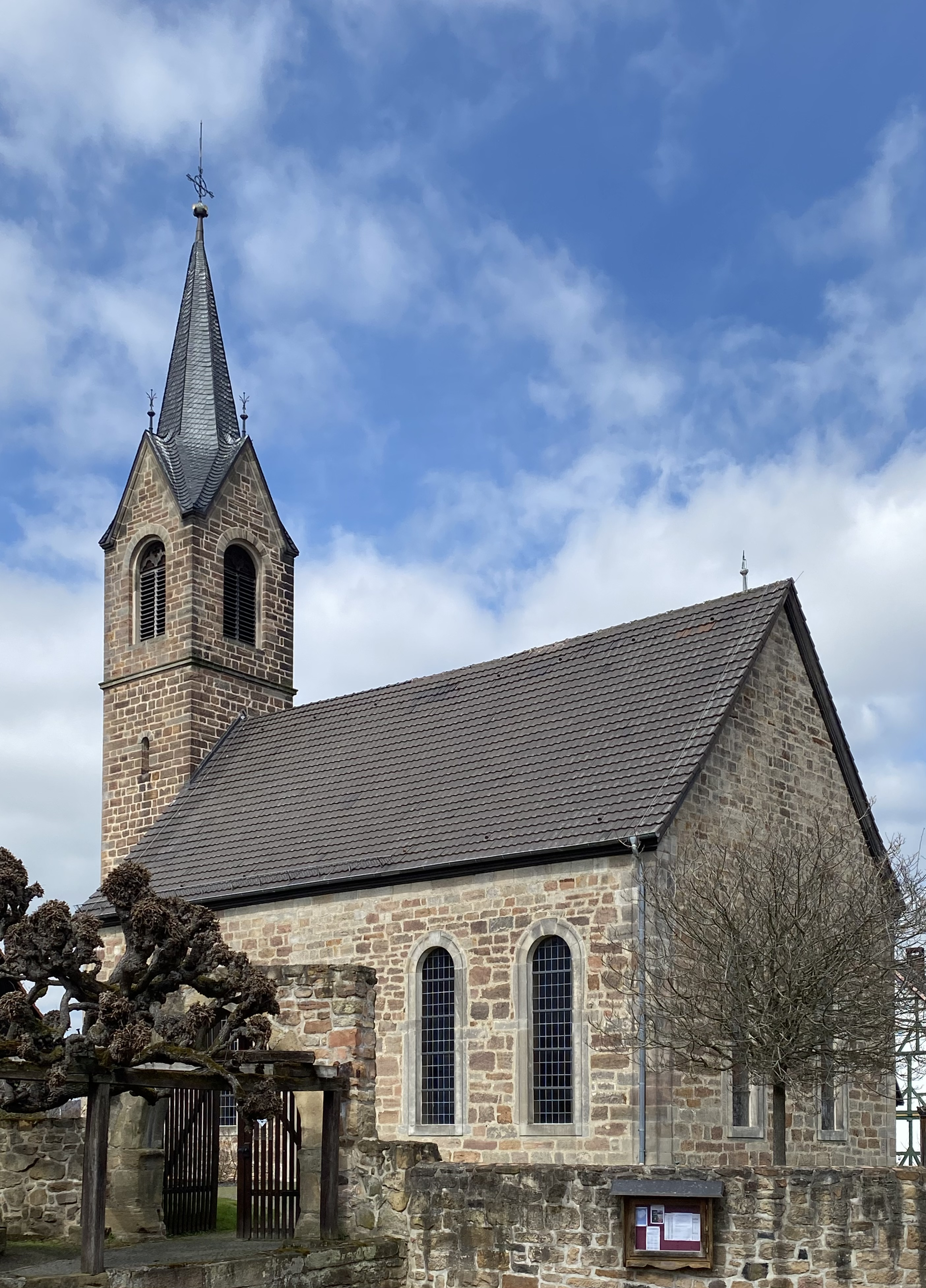
Evangelische Kirche Ostheim

Die evangelische Kirche Ostheim ist ein denkmalgeschütztes Kirchengebäude in Ostheim, einem Ortsteil der Gemeinde Malsfeld im Schwalm-Eder-Kreis in Hessen. Die Kirche gehört zur Kirchengemeinde Sipperhausen im Kirchenkreis Schwalm-Eder im Sprengel Marburg der Evangelischen Kirche von Kurhessen-Waldeck.

## Beschreibung
Die steinsichtige Saalkirche wurde 1801 im Rundbogenstil gebaut. Der Kirchturm im Westen wurde 1880 nach einem Brand erneuert. In seinem obersten Geschoss befindet sich hinter den Klangarkaden der Glockenstuhl. Bedeckt ist der Turm mit einem achtseitigen, spitzen, schiefergedeckten Helm. Das mit einem Tympanon bekrönte Portal befindet sich an der Südseite des mit einem Satteldach bedeckten Kirchenschiffs. 
Der Innenraum ist trapezförmig wie bei einem Sprengwerkdachstuhl ausgekleidet. Zur Kirchenausstattung, die ebenfalls 1880 erneuert wurde, gehören der Altar im Osten, hinter dem die Kanzel steht. Die Orgel steht auf der Empore im Westen.